# 논산시
논산시(論山市)는 대한민국 충청남도 남동부에 있는 시이다. 북동쪽으로 대전광역시, 계룡시, 동쪽으로 금산군, 서쪽으로 부여군, 북쪽으로 공주시, 남쪽으로 전북특별자치도 익산시, 완주군과 경계를 접한다. 호남선과 호남고속선 철도가 지나고, 호남고속도로, 논산천안고속도로, 호남고속도로지선이 지나간다.
계룡산과 대둔산에서 발원하는 노성천과 논산천이 합류하고 금강 본류에 유입되면서, 논산천 및 노성천 유역 일대에 넓고 비옥한 충적평야(논산평야)가 발달하였다. 시의 중앙에는 탑정저수지가 있다. 대한민국 최대의 딸기 생산지이며, 논산청정딸기산업특구로 지정되어 있고, 논산딸기는 특허청이 승인하는 지리적 표시 특산물로 선정됐다. 과거 하나의 거대한 포구였던 강경은 논산천과 강경천이 합수하고 금강에 유입되는 지역으로 황해로 통하는 수운 교통이 발달하였다. 강경의 특산물로는 젓갈이 유명하다. 매년 논산에서는 논산딸기축제, 강경발효젓갈축제, 양촌곶감축제, 상월 고구마축제, 연산 대추축제 등이 열린다. 명소로는 고려시대 최대 석불입상인 관촉사의 석조미륵보살입상(보물 218호)이 있고, 이 외에 고려 개국사찰인 개태사(보물 219호)와 쌍계사(보물 408호) 등이 있다. 조선시대 논산은 충청도의 기호학파를 대표하는 중심지였으며, 돈암서원과 충곡서원, 윤증고택, 연산향교, 죽림서원 등의 유교 문화 유적이 많다. 한편 연산면 신양리 및 신암리 일대에는 황산벌이 위치해 있었는데, 삼국시대에 백제의 계백 장군이 이끄는 5천 결사대와 신라의 김유신 장군이 이끄는 5만 군대가 백제 최후의 결전인 황산벌 전투를 벌인 곳이다. 연무읍에는 육군훈련소가 있고, 노성면에는 육군항공학교가 있다. 고등교육기관으로는 건양대학교, 금강대학교 등이 있으며, 공공기관 이전 혁신도시 사업에 따라 양촌면으로 국방대학교가 이전되었다. 시청은 내동에 있고, 행정구역은 2읍 11면 2행정동 11법정동이다.

## 역사

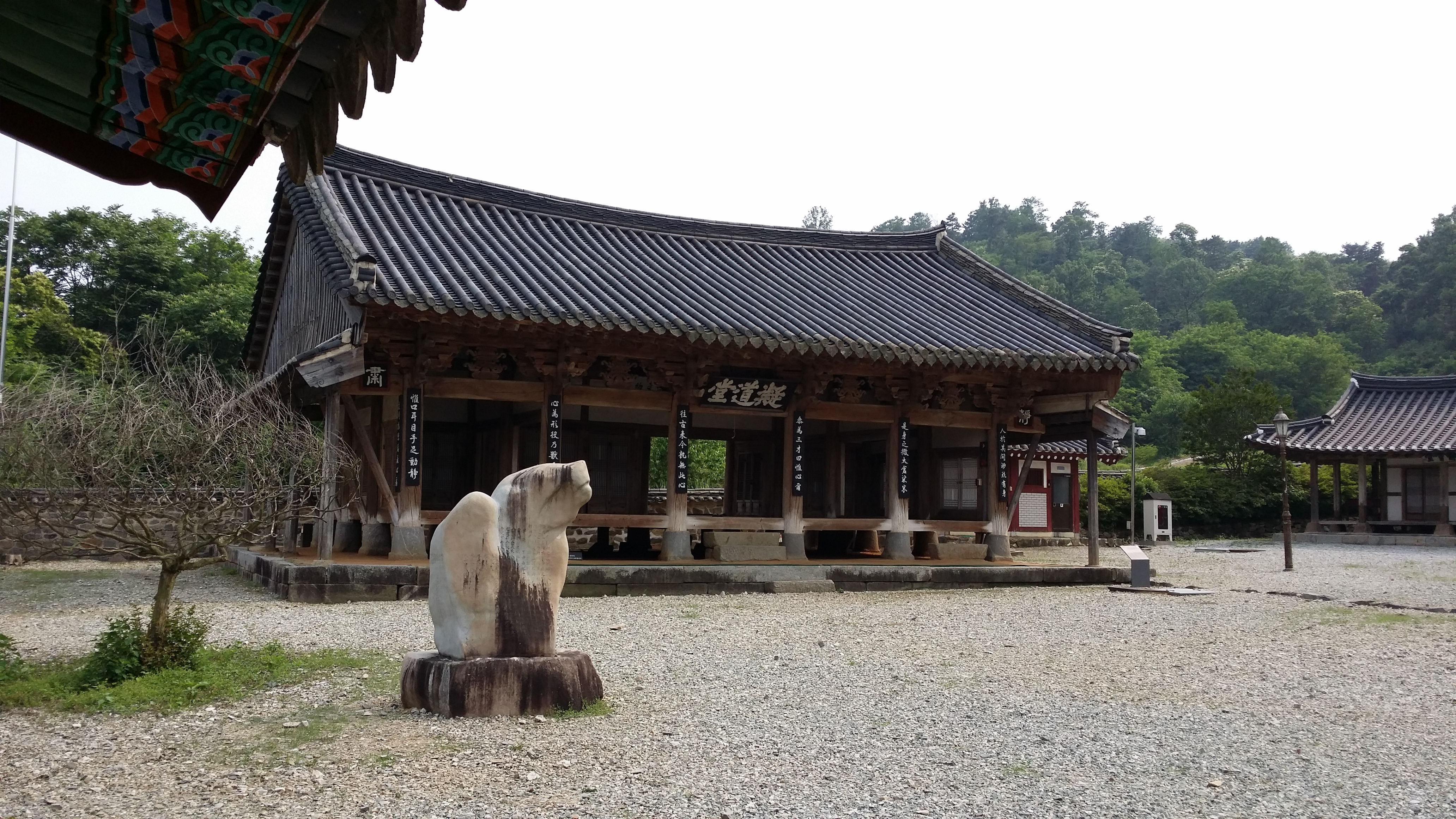
논산 돈암서원 응도당
(대한민국 보물 제1569호)

조선시대 논산 지역은 충청도 은진현, 연산현, 니산현(노성현)으로 구성되어 행정적으로 충청도관찰사의 관할 구역이었다. 당시 충청도는 고려 말까지는 양광도라 칭해졌으나 1396년(태조 4)에 충청도라 개칭하였다 1413년(태종13) 논산 지역은 충청도 공주목의 관할 지역으로 연산현, 니산현, 은진현의 3개 지역을 포함하였으며 세종실록지리지에 의하면 총 호구 수 1,268호에 인구는 4,795명이었다.
충청도 공주목 은진현(恩津縣)
덕은(德恩)은 본래 백제의 덕근군(德近郡)인데, 신라에서 덕은군(德殷郡)으로 고쳤고, 고려에서 덕은(德恩)으로 고쳤다. 시진(市津)은 본래 백제의 가지내현(加知柰縣)인데, 신라에서 지금의 이름으로 고쳐 덕은군(德恩郡)의 영현(領縣)을 삼았고, 고려 현종(顯宗) 9년에 2현(縣)을 모두 공주(公州) 임내(任內)에 붙였다. 채운향(彩雲鄕)은 예전에 시진현(市津縣)에 붙였었는데, 조선 태조(太祖) 6년에 덕은(德恩)·시진(市津)·채운향(彩雲鄕)을 병합하여 덕은 감무(德恩監務)를 두었고, 세종 원년에 은진 현감으로 고쳤다. 후백제 왕 견훤(甄萱)의 묘(墓)가 은진현의 남쪽 12리 풍계촌(風界村)에 있다. 봉화가 2곳이니, 강경포(江景浦)와 노산(爐山)이다. 현의 북쪽에 관족사(灌足寺)가 있고, 돌미륵이 있는데, 높이가 54척이다.
충청도 공주목 연산현(連山縣)
백제의 황등야군(黃等也郡)인데, 신라에서 황산군(黃山郡)으로 고쳤다. 계백 장군이 이끄는 5천 결사대와 신라의 김유신이 이끄는 5만 군대가 백제 최후의 결전을 벌인 곳이다. 연산현의 북쪽에 고려 태조(太祖)가 후백제를 평정하고 세운 개태사(開泰寺)가 있다. 고려에서 연산군(連山郡)으로 고쳤으며, 고려 현종(顯宗) 9년에 공주(公州) 임내(任內)에 붙이었다가, 뒤에 감무(監務)를 두었다. 조선 태종 13년 현감(縣監)으로 고쳤다.
충청도 공주목 니산현(尼山縣)→노성현(魯城縣)
백제의 열야산현(熱也山縣)인데, 신라에서 니산(尼山)으로 고쳐 웅천(熊川)의 영현(領縣)을 삼았고, 고려 현종(顯宗) 9년에 공주(公州) 임내에 붙이었다가, 뒤에 감무(監務)를 두었다. 조선 태종(太宗) 14년에 석성(石城)에 합쳐 니성현(尼城縣)이라 하였다가, 태종 16년 다시 갈라서 니산현감(尼山縣監)을 두었다. 훗날 노성현(魯城縣)으로 개칭되었다.
조선시대 경상도의 영남학파와 논산을 중심으로 한 충청도의 기호학파 양대 주류가 형성되었다. 17세기 이후 논산은 김장생과 김집, 김현 등 당대의 예학의 연원을 잇는 주자학의 선구자를 배출하며, 충청도의 기호학파를 대표하는 중심지로 정계와 학계의 주도권을 차지한다. 노성의 윤증은 송시열·유계와 그 장인 권시에게서 배워 예학에 밝았고 당시 소론의 영수로 조야의 관심을 끌었다. 강경의 죽림서원을 비롯하여 돈암서원·충곡서원·휴정서원·효암서원·행림서원·노강서원 등이 후학들이 학통을 계승하였다.

### 연혁
- 조선시대 충청도 은진현, 연산현, 노성현, 석성현
- 1914년 4월 1일 은진군, 연산군, 노성군과 석성군 일부를 논산군으로 통합하였다.[6]

논산면, 강경면, 연산면, 부적면, 양촌면, 벌곡면, 가야곡면, 구자곡면, 채운면, 대조곡면, 상월면, 노성면, 광석면, 성동면, 두마면 (15면)
- 1917년 10월 1일 대조곡면을 은진면으로 개칭하였다.[7]
- 1931년 4월 1일 강경면이 강경읍으로 승격하였다.[8] (1읍 14면)
- 1938년 10월 1일 논산면이 논산읍으로 승격하였다.[9] (2읍 13면)
- 1963년 12월 21일 논산군 구자곡면이 전라북도 익산군 황화면을 통합하여 연무읍으로 승격하였다.[10] (3읍 12면)
- 1983년 2월 15일 가야곡면 중산리 및 양촌리중 일부가 양촌면으로 편입되었고, 양촌면 신양리가 연산면으로 편입되었다.[11]
- 1989년 1월 1일 대덕군 진잠면 남선리를 두마면에 편입하였다.
- 1990년 2월 19일 두마면에 충청남도 계룡출장소를 설치하였다.
- 1996년 3월 1일 논산군이 논산시로 승격하였다.[12] 논산읍이 취암동과 부창동으로 분리되었고 논산읍 소속 법정리들이 일괄 법정동으로 변경되었다. (2읍 12면 2행정동 11법정동)
- 2003년 9월 19일 두마면(계룡출장소)이 계룡시로 승격하여 논산시에서 분리되었다. (2읍 11면 2행정동 11법정동)

## 지리
논산시는 충청남도 남부의 중앙에 위치한다. 대둔산에서 발원한 논산천과 계룡산에서 발원하는 노성천, 연산천, 연무읍 고내리에서 발원한 강경천이 각기 금강 본류에 유입되는 지형을 따라 하천 유역을 중심으로 넓고 비옥한 논산평야가 형성되었다. 논산천의 중앙에는 탑정저수지가 있다. 벌곡면 북동쪽으로 대전광역시 서구 기성동, 연산면 동쪽으로 계룡시, 벌곡면 동쪽으로 금산군 진산면, 노성면 및 상월면 북쪽으로 공주시 계룡면, 이인면, 탄천면과 인접하고, 성동면, 광석면, 강경읍 서쪽으로는 금강 본류와 지류인 석성천을 사이에 두고 부여군 세도면, 석성면, 초촌면과 접한다. 동남부의 대둔산(878m)에서 서쪽 방향으로 장재봉(487m)·작봉산(421m)·옥녀봉(410m)·함박봉(403m) 등 산맥으로 구성되어 있는 지형적 특성이 있으며, 강경읍, 채운면, 연무읍, 가야곡면, 양촌면, 벌곡면 남쪽으로는 전북특별자치도 완주군 운주면, 화산면, 익산시 여산면, 망성면과 도계를 이룬다.

## 지질

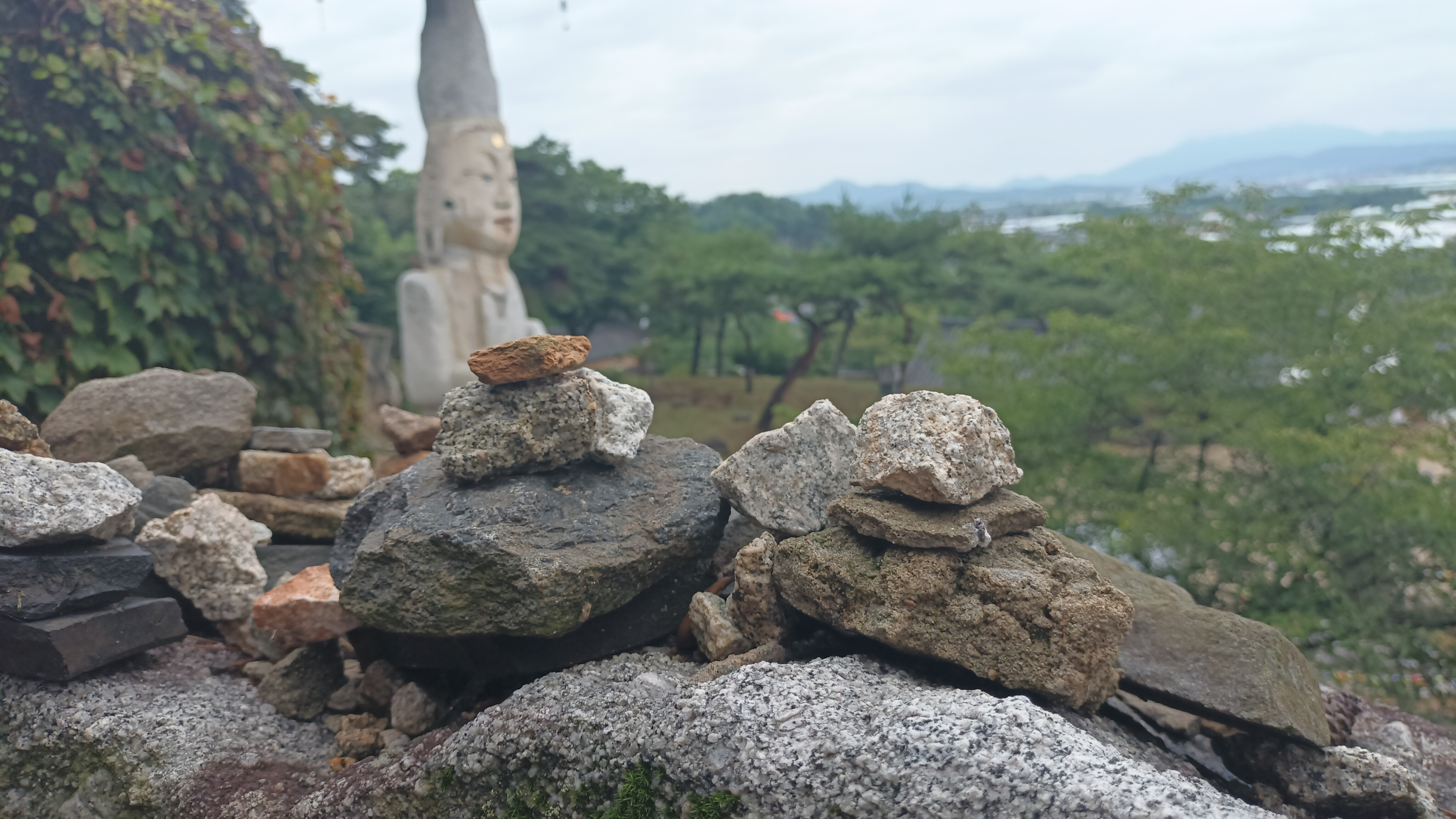
중생대 쥐라기 반상 화강섬록암과 석불

## 행정 구역

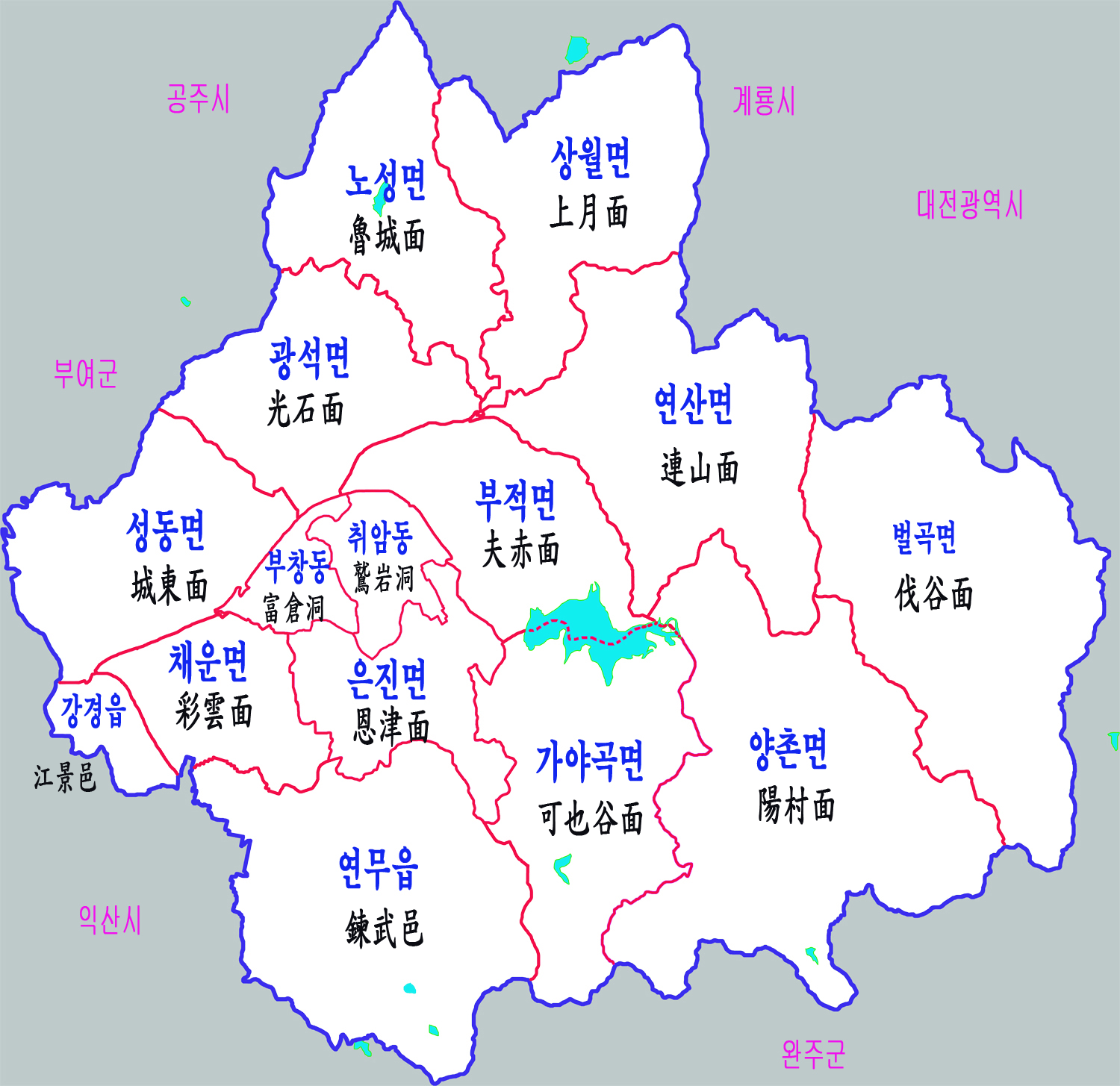

논산시의 행정 구역은 2읍 11면 2행정동 11법정동으로 구성되어 있다. 논산시의 면적은 총 554.85 km2이고, 인구는 2020년 12월말 기준으로 57,826세대 120,540 명이다.
| 읍면동   | 한자     | 면적   | 세대   | 인구    |
| -------- | -------- | ------ | ------ | ------- |
| 강경읍   | 江景邑   | 7.01   | 4,393  | 8,471   |
| 연무읍   | 鍊武邑   | 59.45  | 6,840  | 14,200  |
| 성동면   | 城東面   | 35.58  | 2,183  | 4,552   |
| 광석면   | 光石面   | 34.02  | 2,139  | 4,394   |
| 노성면   | 魯城面   | 35.78  | 1,528  | 3,161   |
| 상월면   | 上月面   | 44.78  | 1,878  | 3,722   |
| 부적면   | 夫赤面   | 30.72  | 1,916  | 3,738   |
| 연산면   | 連山面   | 55     | 3,362  | 6,311   |
| 벌곡면   | 伐谷面   | 69.71  | 1,465  | 2,542   |
| 양촌면   | 陽村面   | 77.21  | 3,038  | 6,618   |
| 가야곡면 | 可也谷面 | 45.3   | 1,955  | 3,563   |
| 은진면   | 恩津面   | 22.53  | 2,288  | 4,414   |
| 채운면   | 彩雲面   | 19.75  | 1,207  | 2,302   |
| 취암동   | 鷲岩洞   | 10.46  | 16,046 | 35,917  |
| 부창동   | 富倉洞   | 7.55   | 7,310  | 16,635  |
| 논산시   | 論山市   | 554.85 | 57,826 | 120,540 |

## 교통

### 주요 도로

#### 고속도로
- 호남고속도로 : 논산 분기점
- 호남고속도로지선 : 논산 나들목, 양촌 나들목, 논산 분기점
- 논산천안고속도로 : 연무 나들목, 서논산 나들목, 논산 분기점

#### 국도
- 1
- 4
- 23

#### 지방도
- 68
- 643
- 645
- 691
- 697
- 799

#### 주요 도로명
- 계백로
- 중앙로
- 안심로
- 동안로
- 강변로
- 선사로
- 관촉로
- 백일헌로
- 장마루로
- 원앙로
- 논산평야로
- 득안대로
- 논산대로
- 부흥로

### 고속 / 시외버스
- 논산고속버스터미널
- 논산시외버스터미널
- 연무고속버스터미널
- 연무시외버스터미널
- 강경시외버스터미널
- 양촌시외버스정류소, 연산시외버스정류소 : 대전서남부터미널 기종착 노선이 일부 경유하는 정류장이다.

2013년 6월 논산 - 인천공항 (공주경유) 노선을 개통하여 우등고속버스를 운행하고 있다.

### 시내버스
- 논산시의 시내버스 업체는 덕성여객이 유일하다.

### 철도
- 호남선 : 연산역, 논산역, 강경역

1966년에 충남 논산~부여~서천을 잇는 충남선을 계획하고 1966년 11월 20일에 기공식을 거행한 후 착공하였으나 당시 공정률 약 2.6% 상태에서 차관 도입에 차질이 생겨 1968년 공사가 중단되었다.

## 주요 기관

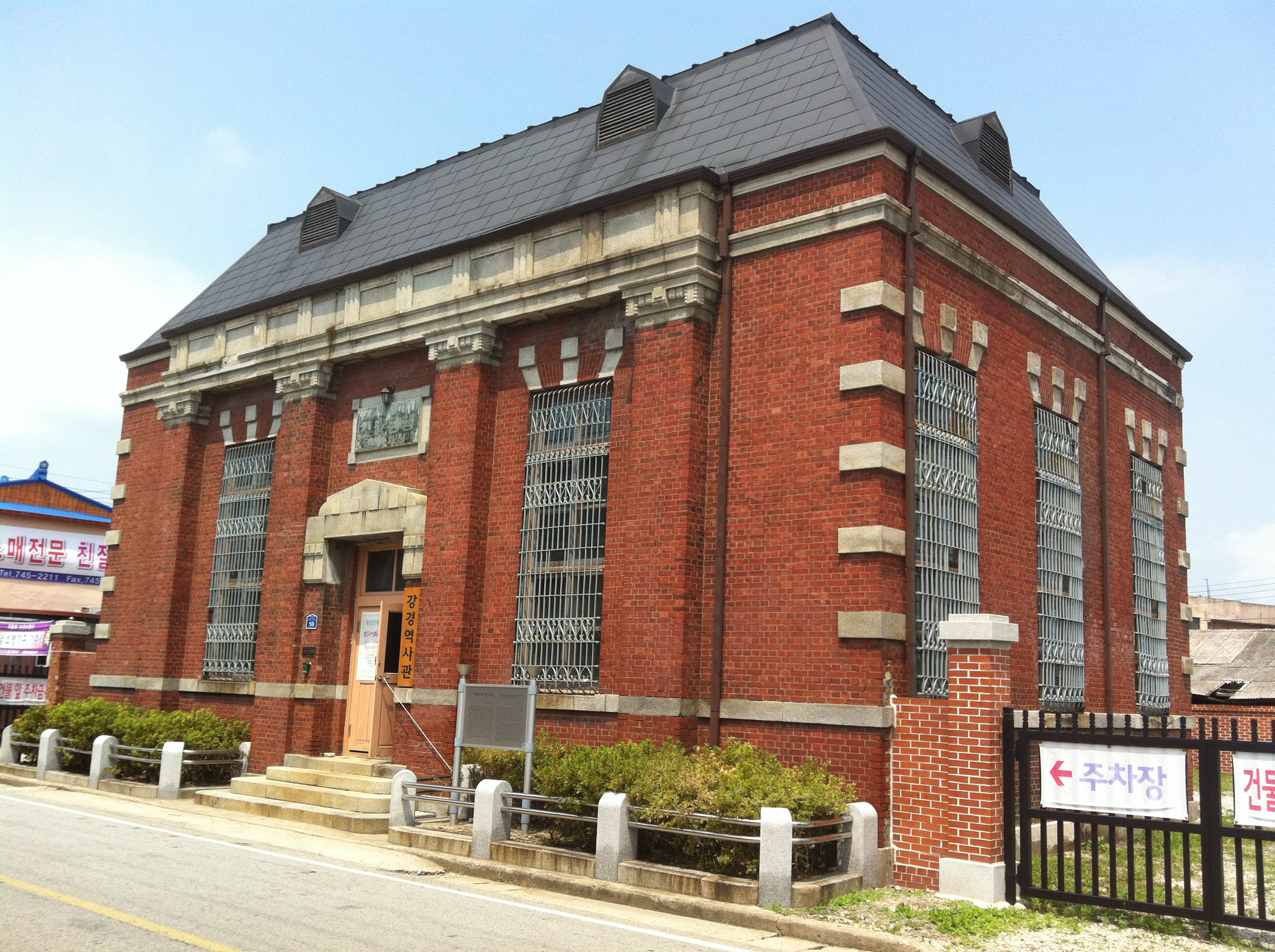
1913년 지어진 구 한일은행 강경지점. 문화재청 등록문화재 324호

### 경찰서
- 논산경찰서 (강경읍) - 논산지구대, 연무지구대, 강경지구대, 계룡지구대, 양촌파출소, 연산파출소, 상월파출소

### 법원, 검찰청
- 대전지방법원, 대전가정법원 논산지원 (강경읍)
- 대전지방검찰청 논산지청 (강경읍)

### 세무서
- 대전지방국세청 논산세무서 (강산동)

### 소방서
- 논산소방서 (내동)

### 기타
- 논산우체국 (화지동)
- 한국전기안전공사 충남남부지사 (부창동)
- 대전지방국토관리청 논산국토관리사무소 (내동)
- 한국전력공사 논산지사 (강경읍)
- 대한지적공사 논산계룡지사 (부창동)
- 한국농어촌공사 논산지사 (부창동)
- KT 논산지점 (부창동)
- 충청남도논산계룡교육지원청(취암동)
- 논산시민운동장 (관촉동)

### 국방
- 육군훈련소 (연무읍)

## 교육

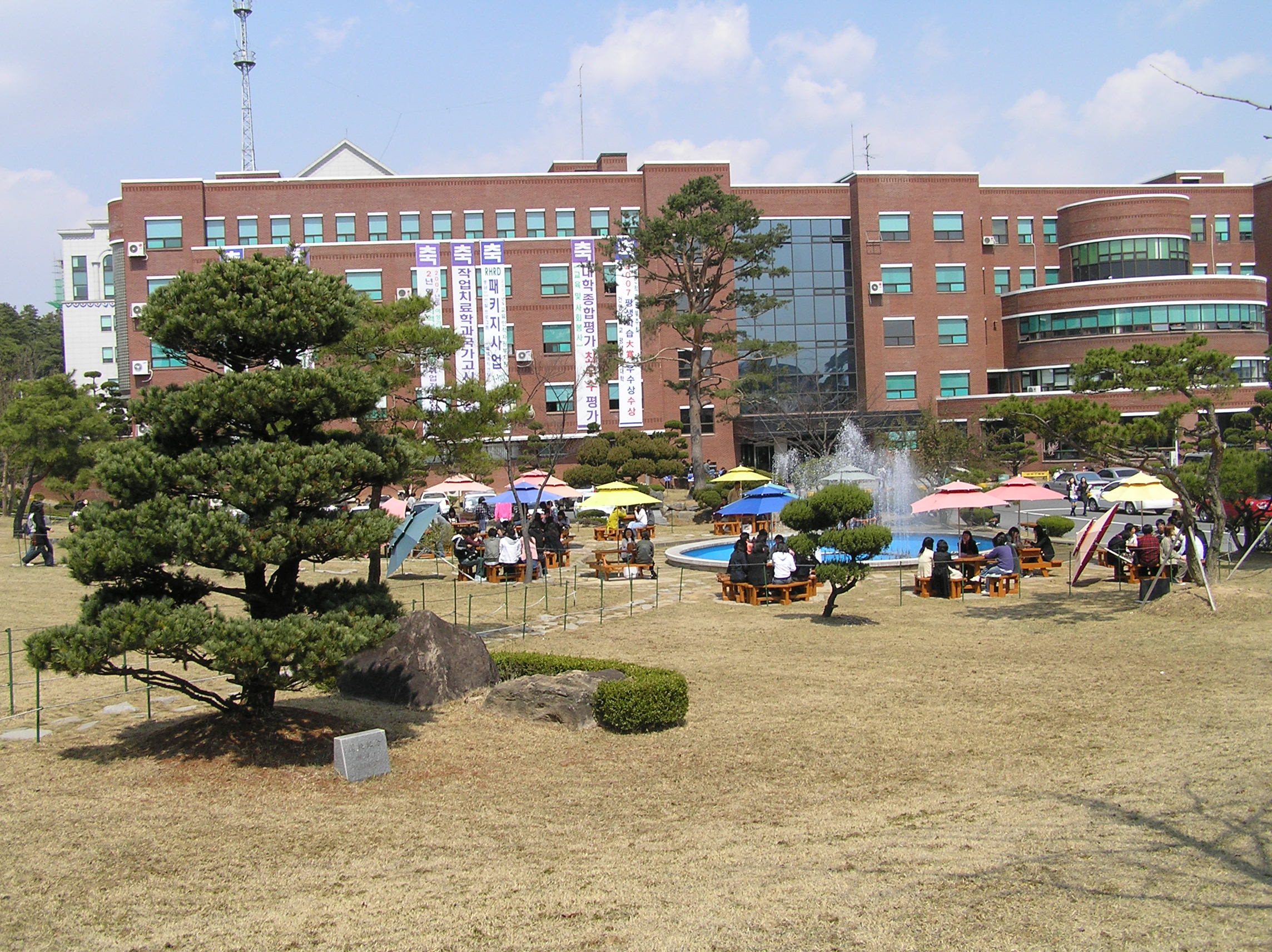
건양대학교

- 충청남도교육청 남부평생교육원 (부창동)
- 충청남도논산계룡교육지원청 (취암동)

#### 학교
대학교
- 국방대학교
- 건양대학교 논산 창의융합캠퍼스
- 금강대학교
- 한민대학교[1]

전문대학
- 한국폴리텍바이오대학

고등학교
- 강경고등학교
- 강경상업고등학교
- 건양고등학교
- 논산고등학교
- 논산대건고등학교
- 논산여자고등학교
- 논산공업고등학교
- 논산여자상업고등학교
- 연무고등학교
- 연무대기계공업고등학교
- 쌘뽈여자고등학교
- 충남인터넷고등학교
- 충남체육고등학교

중학교
- 가야곡중학교
- 강경여자중학교
- 강경중학교
- 건양중학교
- 광석중학교
- 기민중학교
- 노성중학교
- 논산대건중학교
- 논산여자중학교
- 논산중학교
- 쌘뽈여자중학교
- 연무여자중학교
- 연무중학교
- 연산중학교

초등학교
- 가야곡초등학교
- 감곡초등학교
- 강경산양초등학교
- 강경중앙초등학교
- 강경황산초등학교
- 광석초등학교
- 구자곡초등학교
- 노성초등학교
- 논산내동초등학교
- 논산동성초등학교
- 논산반월초등학교
- 논산부창초등학교
- 논산중앙초등학교
- 대명초등학교
- 도산초등학교
- 동산초등학교
- 반곡초등학교
- 백석초등학교
- 벌곡초등학교
- 부적초등학교
- 상월초등학교
- 성덕초등학교
- 성동초등학교
- 양촌초등학교
- 연무중앙초등학교
- 연무초등학교
- 연산초등학교
- 왕전초등학교
- 원봉초등학교
- 은진초등학교
- 이화초등학교
- 채운초등학교
- 청동초등학교
- 황화초등학교

## 경제

### 제조업
- 논산지방산업단지 - 조립금속 제품제조업, 전자부품제조업, 기계 및 장비제조업, 전기기계제조업, 음식료품제조업, 기타 제조업
- 논산2 일반산업단지 - 유리공업, 산업화학물질 및 화학제품, 고무제품 및 플라스틱, 비금속 물제품, 금속가공제품, 전자부품·컴퓨터·영상·음향 및 통신장비, 전기장비, 기타기계 및 식료품 제조업

### 농업
딸기는 논산의 대표 특산물이다. 논산은 재배 면적과 생산량에서 대한민국 최대 딸기 생산지이며, 맛과 향이 좋아 전국적으로 유명하다. 양촌면·은진면·연무읍·광석면 일대에서 생산된다. 정부로부터 논산청정딸기산업특구와 양촌곶감특구를 지정받았다. 논산딸기는 특허청이 승인하는 지리적 표시제 상표에 등록됐다. 논산딸기는 전체 면적 820ha 규모로 재배하며, 1,889호 농가가 연간 1,400억여원의 수입을 획득하고 있다.
- 충청남도농업기술원 논산딸기시험장 (부적면)

축산업 가운데 양계업은 천연기념물인 약닭·오골계 사육을 중심으로 연산면에서 대규모로 행해진다. 연산 화악리의 오계가 천연기념물 제265호로 지정되어 있다. 그 외에 양돈업과 낙농업도 활기를 띠고 있다.

## 산업

### 지역내 총생산
논산시의 2012년 지역내 총생산은 6조8943억원으로 충청남도 지역내 총생산의 2.4%를 차지하고 있다. 이중 농림어업(1차산업)은 9,943억원으로 비중이 낮고 광업 및 제조업(2차산업)은 2조8070억원으로 40.71%의 비중으로 차지하고 상업 및 서비스업(3차산업)3조 930억원으로 44.86%의 비중을 차지한다. 3차 산업 부문에서는 특히 건설업(8.70%)과 교육서비스업(5.02%) 공공행정(4.92%),도소매업(3.94%)이 큰 비중을 차지하고 있다.

### 산업별 종사자 현황
2014년 논산시 산업의 총종사자 수는 42,728명으로 충청남도 총종사자 수의 5.3%를 차지하고 있다. 이중 농림어업(1차산업)은 470명으로 1.1%의 비중을 차지하고 광업 및 제조업(2차산업)은 10,080명으로 23.6%의 비중으로 차지하고 상업 및 서비스업(3차산업)은 32,120명으로 75.2%의 비중을 차지한다.
2차산업은 충청남도 전체의 비중(32.8%)보다 낮고 3차 산업은 충천남도 전체 비중(66.7%)보다 높다. 3차 산업 부문에서는 도소매업(16.2%),숙박 및 음식업점(10.2),보건업 및 사회복지서비스업(10.2%),교육서비스업(8.9%)이 큰 비중을 차지하고 있다.

### 상주인구와 주간인구
논산시의 2010년 기준 상주인구는 116,031명이고 주간인구는 123,638명으로 주간인구지수가 107로 약간 높다. 통근으로 인한 유입인구는 9,380명, 유출인구는 3,962명이고, 통학으로 인한 유입인구는 3,602명, 유출인구는 873명으로 전체 유입인구가 7,607명 더 많은데, 충청남도 대부분의 지역에서 공통적으로 나타나는 현상이다.

### 상업

#### 재래시장
- 연산시장 (연산면)
- 화지중앙시장 (화지동)

#### 대형마트
- 홈플러스 논산점 (내동)
- 농협 하나로마트 - 장군마트

## 문화·관광

### 강경포구
논산천, 강경천이 논산평야를 가로질러 금강으로 유입되는 위치로, 과거 황해의 수로를 통하여 충남 내륙의 큰 포구로 번성하였다. 함경남도 원산시에 있는 동해안의 원산항과 더불어 '조선 2대 포구'로 불렸던 수산항이었고, 당시 100여 척의 배가 드나들 정도로 규모가 거대한 포구였다. 금강 유역에서 생산되는 농수산물을 금강 수운을 통해 전국적으로 유통시키는 물류 수송의 중심지였으며, 강경포구에서 전국 각지의 상품을 하역하여 육로를 통해 금강 주변 지역으로 유통시키는 역할도 하였다. 당시 강경장은 전국 3대 시장이었고, 조선 시대와 일제 강점기 초기까지 전성기를 이루었다. 강경은 충청남도에서 최초로 전기가 들어오기 시작한 역사적인 도시이다. 강경의 특산물로 젓갈이 유명하다.

### 탑정저수지
충청남도에서 두 번째로 큰 저수지로서, 최대 3천만여톤의 담수를 저장할 수 있다. 대둔산에서 발원한 논산천의 맑은 물이 양촌을 거치면서 담아낸 호반으로 호수 위의 일몰 풍경이 아름답기로 유명하다. 한국농어촌공사는 탑정호에 레저시설을 설치한 수변종합개발을 추진하고 있다.  물이 맑고 깨끗하여 메기, 잉어, 쏘가리 등 어류가 많고 매년 철새들이 찾아오는 도래지이다. 낚시와 윈드서핑, 수상스키 등 수상 레포츠를 즐길 수 있다. 호수 주변의 산책 길과 드라이브 코스가 유명하며, 카페, 맛집, 숙소 등도 있다. 탑정호수변생태공원도 조성되어 있다. 인근에 김장생 묘와 휴정서원, 돈암서원 등 유교 유적지가 많고, 계백장군의 묘역과 백제군사박물관이 있다.

### 백제군사박물관
논산은 백제의 수도와 인접하고, 비옥한 평야가 있어서 삼국시대 군사적 요충지였다. 부적면 계백장군유적지 내에 위치한 백제군사박물관은 백제시대의 유물이 전시되어 있어, 백제시대 군사 문화를 생생하게 체험할 수 있다.

### 대둔산
충청남도 논산시, 금산군과 전북특별자치도 완주군의 경계에 있는 높이 878m의 산으로, 이중 논산에 가장 많은 면적이 속해 있다. 논산시 양촌면, 벌곡면, 금산군 진산면 일대가 충청남도 도립공원, 전북특별자치도 완주군 운주면 일대가 전북특별자치도 도립공원으로 지정되어 있다. 대둔산은 산림청이 선정한 대한민국의 100대 명산으로 선정되었다. 기암괴석이 빼어나고, 경관이 아름답다. 케이블카, 구름다리 등이 설치되어 있다. 대둔산 자락 주봉인 바랑산(555m)를 비롯해 양촌 철쭉원, 오산소류지, 법계사 등 다양한 볼거리가 있다. 노령산맥으로부터 남서쪽으로 뻗어 내린 대둔산 줄기에 월성봉(月城峰: 650m)과 함께 자리잡고 있는 바랑산은 오산리 쪽으로 100여 미터가 넘는 바위가 직벽으로 이루어져 있어 장엄하고 조망이 좋아 산행코스로도 좋다. 벌곡면에는 수락계곡과 선녀폭포, 군지폭포 등이 있고, 매년 수락계곡 얼음축제가 개최된다. 충남경찰청에서는 대둔산 승전탑을 세우고 매년 추모행사를 갖는다. 수락계곡에서 대둔산 정상인 마천대까지는 약 2시간 정도 소요된다. 대둔산도립공원 내에 오토캠핑장 조성이 완료되어 2013년 5월 20일에 개장했다.

### 양촌자연휴양림
양촌면 남산리 산12-4번지 40만 5274m2에 산림휴양 서비스를 제공하기 위해 2010년부터 2014년까지 충청남도에서 조성하였다. 양촌자연휴양림의 주요 시설물로는 숲속 휴양관과 체험장, 황토맨발길 등이 있으며, 등산로와 산책로, 벤치, 파고라, 통나무집, 놀이터, 체육시설, 캠핑장, 잔디광장과 물놀이장, 자연눈썰매장 등이 각각 설치되어 가족단위나 단체행사에 적합하다. 특히 천연림에 둘러싸인 숲속의 집 내부는 향긋한 냄새와 피톤치드가 많이 나오는 편백나무로 자연과 호흡할 수 있어 각광을 받고 있다. 인근의 양촌면 채광리 논산천 강변에는 양촌강변유원지가 조성되어 있다. 대둔산 산줄기와 어우러진 양촌면 논산천 계곡에서 캠핑과 야영을 하며 물놀이를 즐길 수 있다.

### 문화재
- 관촉사

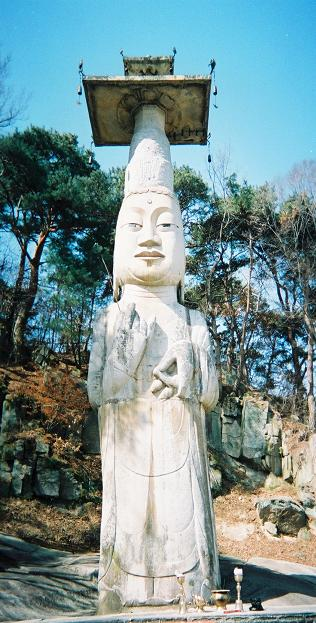
관촉사 석조미륵보살입상 (대한민국 보물 218호)

관촉동 관촉사에 위치한 관촉사 석조미륵보살입상은 968년(고려 광종 19)에 제작한 높이 18m의 동양 최대 석불입상이다. 은진미륵은 고려시대의 불교예술을 대표한다. 대한민국 보물 제218호로 지정되었다. 미륵보살 옆에는 오층석탑과 석등(보물 제232호)이 있다. 2018년 4월 20일자로 보물 제218호에서 국보 제323호로 승격되었다.
- 쌍계사

양촌면에 있는 쌍계사는 고려 초기 사찰로 추정되며, 쌍계사의 대웅전은 대한민국 보물 제408호로 지정되어 있다. 연꽃, 모란 등 6가지 무늬로 새겨진 꽃무늬 창살로 유명하다.
- 개태사

연산면 천호산 자락에 있는 개태사는 고려 태조 왕건이 고려 건국을 기념하여 지은 개국사찰이다. 개태사는 고려 “대호국사찰”의 기능을 갖고 있었으며, 태조의 영정을 모시는 신전이었다. 대웅전에는 태조왕건이 통일의 위업을 달성한 후 조성했다는 삼존석물이 있다. 이 개태사의 삼존석불은 조선시대 이전의 불상 중 걸작에 속하는 작품이라 할 수 있는데, 키가 큰 주존불에 비해 상대적으로 작은 좌협시불, 우협시불이 있다. 중앙의 본전불은 좌우 230cm, 앞뒤216cm 방대형 대좌 위에 입상으로 되어 있다. 미륵삼존불상은 대한민국 보물 제219호로 지정되어 있다. 왕건 어진은 1993년 개성에서 출토된 왕건 상과 고려사를 비롯한 많은 역사서 등 고증 작업을 거쳐 2013년 6월 어진전을 복원하고 어진을 봉안하였다.개태사지 석조여래삼존입상(보물 제219호)이 있다.
- 노성산성

백제시대 화강암의 석재를 이용하여 둘레 약 1km로 축성된 산성으로 사적 393호로 지정된 문화재이다.
- 견훤왕릉

연무읍 금곡리에 있는 후백제 시조 견훤의 능이다. 조선 초기 편찬된 고려사 지리지에도 견훤의 무덤이 충청도 은진군 풍계촌에 위치한다고 기록되어 있다. 충청남도 기념물 제26호.
- 돈암서원(사적 제383호, 세계문화유산)

원우(院宇)서북쪽에 돈암이라는 큰 바위가 있어 서원의 이름을 돈암(遯巖)이라 하였다 한다. 사계선생께서 세상을 떠난후 제자들이 선생을 추모하며 기리기 위하여 사우를 건립한 뒤 위패를 모시고 제사를 지내며 내려오다가 사당앞에 강당을 세우고 선생의 학문을 배우며 서로 뜻을 이어 내려 왔다. 현재 광산김씨종중 소유이며 대표적인 건물로는 논산 돈암서원 응도당(보물 제1569호)이 있다.
- 노강서원(사적 제540호)

조선 현종13년(1672)에 건립되고, 숙종8년(1682) 사액된 서원으로 윤황 윤문거 윤선거 윤증 4인을 배향하고 있다. 대표적인 건물로는 논산 노강서원 강당(보물 제1746호)이 있다.

### 축제
- 논산 딸기 축제 : 논산은 대한민국 최대의 딸기 생산지로서,  논산청정딸기산업특구로 지정되어 있다. 매년 4월초 논산천변에서 딸기축제가 개최된다. 가족과 함께 딸기밭에서 직접 딸기를 따고, 딸기잼과 딸기 케이크, 딸기 떡, 딸기 비빔밥, 딸기 퐁듀, 딸기 식혜 등을 체험할 수 있다. 다양한 딸기 공예품도 전시된다.[12]
- 강경 발효젓갈축제 : 과거 문전성시를 이루었던 강경의 명성을 되찾고, 지역특산물을 홍보하기 위한 프로그램이다. 매년 10월경 개최된다.
- 양촌 곶감축제 : 양촌은 양촌곶감의 품질을 인정받아 2006년 정부로부터 곶감특구로 지정되었으며, 양촌 곶감은 충청남도 품질인증 Q마크를 획득하였다. 인천리 논산천 둔치에서 매년 11월 곶감축제가 개최된다.
- 연산 대추축제 : 연산은 대한민국 대추 유통량의 40%를 점유하고 있는 집산지이다. 매년 10월 개최된다.
- 상월 명품고구마축제 : 매년 9월 개최된다.
- 대둔산 수락계곡 얼음축제 :  얼음봅슬레이, 눈썰매, 이글루, 전통놀이체험, 눈놀이터, 얼음성미끄럼, 얼음기둥, 얼음조각, 눈조각, 얼음빙벽, 포토존, 놀뫼특산물 등이 있다.
- 백제문화제 : 인근 공주와 부여 지역에서 개최되나, 이와 별개로 황산벌전투재현이 계백장군유적지내 잔디광장에서 매년 10월 개최된다.

### 문화제
- 연산백중놀이 (충청남도 무형문화재 제14호)

## 성씨
- 은진 송씨
- 덕은 이씨
- 연산 서씨
- 은진 임씨

## 자매 도시
- 서울특별시 서초구(2004년 11월 24일 협정)
- 서울특별시 강동구(2016년 11월 2일 협정)
- 대전광역시 중구(2016년 11월 28일 협정)
- 충청북도 제천시(2016년 9월 28일 협정)
- 경기도 양평군(2018년 3월 28일 협정)
- 경상북도 문경시(2019년 11월 6일 협정)
- 경기도 수원시(2021년 5월 20일 협정)

## 우호교류 도시
- 중국 랴오닝성 진저우시 (2001년 6월 21일 협정)
- 중국 허베이성 랑팡시 (2004년 4월 6일 협정)
- 중국 산둥성 지닝시 (2015년 5월 27일 협정)
- 일본 시즈오카현 고텐바시 (2016년 7월 28일 협정)
- 대만 타오위안시 (2016년 10월 25일 협정)
- 몽골 울란바토르 날라이흐구 (2017년 5월 24일 협정)
- 인도네시아 동자와주 말랑 (2017년 7월 18일 협정)

## 같이 보기
- 충청남도
- 계룡시
- 육군훈련소